# Love Knows No Law
Pour plus de détails, voir Fiche technique et Distribution.
Love Knows No Law (littéralement : L'amour ne connaît aucune loi) est un film muet américain réalisé par Frank Cooley, sorti en 1914.

## Fiche technique
- Titre : Love Knows No Law
- Réalisation : Frank Cooley
- Scénario : Frank Cooley
- Producteur :
- Société de production : American Film Manufacturing Company
- Société de distribution : Mutual Film
- Pays de production :  États-Unis
- Langue : Anglais
- Métrage : 300 m
- Format : Noir et blanc — 35 mm — 1,33:1 — Muet
- Genre : Film dramatique
- Durée : 10 minutes
- Date de sortie : 
  - États-Unis : 15 décembre 1914

## Distribution
- Virginia Kirtley : May Gibbs
- Joe Harris : Dr. Stone
- Webster Campbell : Dr. Blacks
- Emma Kluge : Bridget, la bonne